# Zashchitnyye Islands
Die Zashchitnyye Islands (englisch; russisch Острова Защитные Ostrowa Saschtschitnyje, deutsch ‚Sicherheit-Inseln‘) sind eine Inselgruppe vor der Ingrid-Christensen-Küste des ostantarktischen Prinzessin-Elisabeth-Lands. Sie liegen vor der Nordseite der Langnes-Halbinsel in den Vestfoldbergen.
Luftaufnahmen entstanden bei der norwegischen Lars-Christensen-Expedition 1936/37, bei der US-amerikanischen Operation Highjump (1946–1947), bei einer sowjetischen Antarktisexpedition im Jahr 1956 und bei den Australian National Antarctic Research Expeditions in den Jahren 1957 und 1958. Russische Wissenschaftler kartierten und benannten sie. Das Antarctic Names Committee of Australia übertrug die russische Benennung 1973 in einer Teilübersetzung ins Englische.